# Візіанаґарам (округ)
Округ Візіанаґарам (тел. విజయనగరo జిల్లా; англ. Vizianagaram) — округ на північному сході індійського штату Андхра-Прадеш. Адміністративний центр — місто Візіанаґарам. Площа округу — 6.539 км.

## Клімат
В окрузі Візіанаґарам тропічний клімат з підвищеною вологістю.
| Клімат Округу Візіанаґарам | Клімат Округу Візіанаґарам | Клімат Округу Візіанаґарам | Клімат Округу Візіанаґарам | Клімат Округу Візіанаґарам | Клімат Округу Візіанаґарам | Клімат Округу Візіанаґарам | Клімат Округу Візіанаґарам | Клімат Округу Візіанаґарам | Клімат Округу Візіанаґарам | Клімат Округу Візіанаґарам | Клімат Округу Візіанаґарам | Клімат Округу Візіанаґарам | Клімат Округу Візіанаґарам |
| Показник                   | Січ.                       | Лют.                       | Бер.                       | Квіт.                      | Трав.                      | Черв.                      | Лип.                       | Серп.                      | Вер.                       | Жовт.                      | Лист.                      | Груд.                      |                            |
| Середній максимум, °C      | 38,7                       | 31,3                       | 36,2                       | 37,2                       | 37,0                       | 35,1                       | 32,9                       | 32,8                       | 33,3                       | 31,9                       | 30,2                       | 29,8                       |                            |
| Середній мінімум, °C       | 17,2                       | 19,1                       | 23,2                       | 26,1                       | 27,0                       | 26,8                       | 25,7                       | 26,3                       | 25,7                       | 22,8                       | 19,5                       | 17,1                       |                            |
| Норма опадів, мм           | 13.5                       | 1.2                        | 14.0                       | 27.1                       | 54.8                       | 183.2                      | 256.1                      | 105.2                      | 92.5                       | 141.8                      | 30.2                       | 0.0                        |                            |
| -------------------------- | -------------------------- | -------------------------- | -------------------------- | -------------------------- | -------------------------- | -------------------------- | -------------------------- | -------------------------- | -------------------------- | -------------------------- | -------------------------- | -------------------------- | -------------------------- |

## Історія
Округ Візіанаґарам утворений 1 червня 1979 року з частин територій округів Вішакгапатнам та Шрікакулам.  

## Населення
Округ Візіанаґарам є найменш густонаселеним у штаті Андхра-Прадеш.
За даними індійського переписом 2011 року населення округу становила 2 344 474 особи. З них 1 161 477 осіб чолової статі та 1 182 997 жінок, співвідношення — 1016 жінок на 1000 чоловіків.
Рівень грамотності дорослого населення становив 59,49%, що відповідає средньоіндійському рівню (59,5%). Частка міського населення становила 20,94%.

## Економіка
Основним видом діяльності в окрузі Візіанаґарам є сільське господарство, у ньому зайнято 68,4% населення.